# Deutscher Werkmeister-Verband

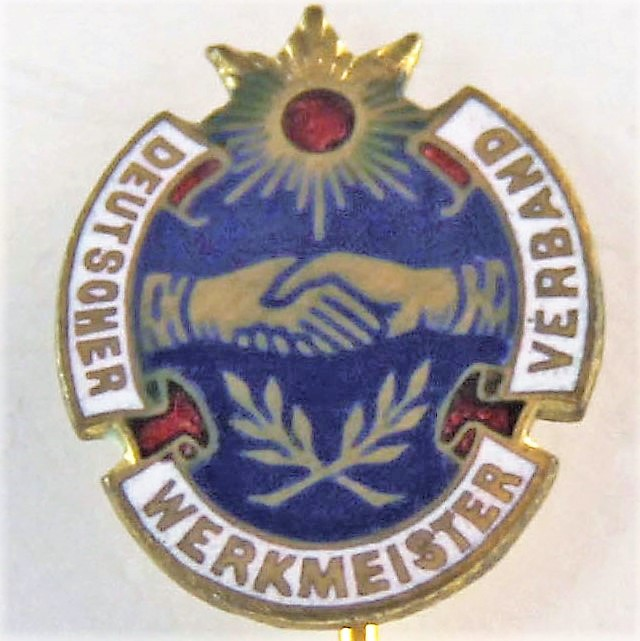
Revers-Abzeichen des DWV

Der Deutsche Werkmeister-Verband (DWV) als Interessenvertretung der Werkmeister in der Industrie und verwandter Berufe war von 1884 bis Mai 1933 die älteste zentrale gewerkschaftliche Organisation innerhalb der Angestelltenbewegung.

## Entstehung
Nachdem es bereits seit der Reichsgründung vor allem im Rheinland zum Zusammenschluss lokaler Vereine gekommen war, wurde 1884 in Düsseldorf der Deutsche Werkmeister-Verband gegründet. Dort behielt er dauerhaft seinen Sitz, um die Verbindung zum rheinisch-westfälischen Industriegebiet zu betonen. Am Ende des Gründungsjahres zählte der DWV 2.340 Mitglieder.

## Ausrichtung und Entwicklung
Anfänglich standen für den Verband die wirtschaftliche Selbsthilfe seiner Angehörigen sowie die Pflege des geselligen Miteinanders im Vordergrund. Dazu wurde beispielsweise eine Sterbe- und Unterstützungskasse für die Mitglieder und deren Witwen und Waisen eingerichtet. Für die damalige Zeit sehr außergewöhnlich war, dass die Ehefrauen der Mitglieder am Verbandsleben beteiligt wurden. Bald jedoch setzte sich der DWV dafür ein, dass die zu jenem Zeitpunkt in der Reichsgewerbeordnung festgelegten Schutzbestimmungen für kaufmännische Angestellte auch auf die Werkmeister ausgedehnt würden. Tatsächlich wurden in den 1880er und 1890er Jahren einige Bestimmungen der Gewerbeordnung, insbesondere der Kündigungsschutz, zugunsten der Werkmeister verbessert, wodurch diese überhaupt erstmals sozialrechtlich von den übrigen Betriebsarbeitern abgekoppelt wurden. Im Jahr 1907 konnten eine eigene Werkmeister-Sparbank und eine Werkmeister-Buchhandlung gegründet werden. 1910 folgte die Errichtung einer eigenen Stellenlosenvermittlung, die arbeitslose Meister in die Lage versetzen sollte, ungenügend besoldete Stellen zurückweisen zu können.
Der DWV gehörte zu dem am 3. Oktober 1921 auf dem 1. AfA-Gewerkschaftskongress in Düsseldorf als Nachfolgeorganisation der Arbeitsgemeinschaft freier Angestellten-Verbände gegründeten Allgemeinen freien Angestelltenbund (AfA-Bund). In diesem Zusammenschluss zählte er in der Endphase der Weimarer Republik mit rund 130.000 Mitgliedern (1931) zu den maßgebendsten und stärksten Organisationen.
Im Zuge der Zerschlagung der Gewerkschaften durch das nationalsozialistische Regime ab Mai 1933 wurde der Deutsche Werkmeister-Verband zunächst in die Deutsche Arbeitsfront eingegliedert und dann aufgelöst. In der Tradition als Berufsvertretung der Meister in der Industrie, nicht jedoch in rechtlicher Nachfolge des DWV entstand in der jungen Bundesrepublik Deutschland der Industriemeisterverband Deutschland e.V.

## Publikationsorgan
Das Organ des DWV war die Deutsche Werkmeister-Zeitung.

## Vorsitzende
- ????–1924: August Leonhardt
- 1922–1933: Hermann Buschmann (bis 1924 als Ko-Vorsitzender)